# RS-27A
RS-27A (англ. Rocket System 27A — Ракетная система 27A)— жидкостный ракетный двигатель, разработанный компанией Рокетдайн для использования в качестве первой ступени на ракетах-носителях «Дельта-2» и «Дельта-3». Двигатель является модификацией своего предшественника, RS-27, по сравнению с которым была увеличена степень расширения сопла с 8:1 до 12:1, что позволило обеспечить большую эффективность на высоте. За время использования двигатель ни разу не вышел из строя, показав стопроцентную надёжность в эксплуатации.
В качестве топлива используется керосин RP-1, окислителем является жидкий кислород. RS-27A работает по схеме открытого цикла. Во время работы производит тягу порядка 90 тс на уровне моря. В дополнение к основному двигателю RS-27A включает в себя два вспомогательных двигателя, предназначенных для управления ориентацией ракеты в полёте во время отключения первой ступени и передачи управления двигателю второй ступени.